# 甘肃旱雀豆
甘肃旱雀豆（学名：Chesniella gansuensis），为豆科旱雀豆属下的一个种。其种加词gansuensis，意为“甘肃的”。